# Aribert Wolf

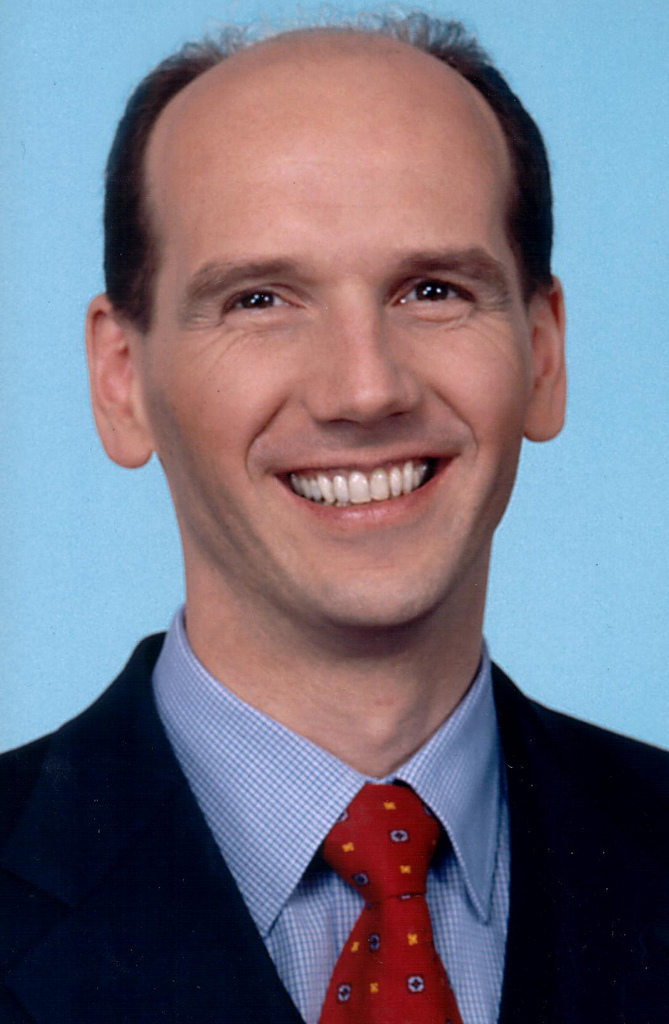
Aribert Wolf

Aribert Wolf (* 25. Mai 1959 in Weißenburg/Bayern) ist ein deutscher Politiker der CSU.

## Leben
Wolf lebt seit 1967 in München und bestand 1979 am Theresien-Gymnasium München das Abitur. 1979/1980 absolvierte er seinen Grundwehrdienst bei der Bundeswehr (San Zug ABC). Von 1980 bis 1985 studierte Wolf Rechts- und Staatswissenschaften an der Ludwig-Maximilians-Universität München und legte 1985 das Erste und 1988 das Zweite Juristische Staatsexamen ab. Seit 1989 betrieb er eine eigene Anwaltskanzlei, von 1998 bis 2004 war er Sozius der Münchener Kanzlei Nachmann & Kollegen und seit 2006 ist er an der Kanzlei Wolf, Steinbeißer & Partner beteiligt. Von 1990 bis 1998 leitete er die Bayerische Landesvertretung der Ersatzkassenverbände (VdAK/AEV).

### Politik in München und im Bundestag
Aribert Wolf trat 1976 in die CSU und 1977 in die Junge Union ein und wurde in zahlreiche politische Ämter gewählt: Von 1977 bis 1987 war er Kreisvorsitzender der Jungen Union Schwabing, von 1984 bis 1986 stellvertretender Landesvorsitzender des RCDS in Bayern, von 1987 bis 1991 Bezirksvorsitzender der Münchener Jungen Union und von 1991 bis 1993 stellvertretender Bundesvorsitzender der Jungen Union Deutschland. Außerdem hatte er ab 1978 verschiedene Ämter auf allen Ebenen der Münchener CSU inne (Orts-, Kreis- und Bezirksvorstand). Zwischen 1999 und 2006 war er Mitglied im Bezirksvorstand der Münchener CSU und von 1999 bis 2005 war er Mitglied im Parteivorstand der CSU. Seit 2001 ist Aribert Wolf Vorsitzender des Münchner CSU-Kreisverbandes 5 (Süd-West).
Zur Münchener Stadtratswahl am 18. März 1990 wollte Wolf ein Zeichen gegen Überalterung und Verfilzung der Münchener CSU setzen und bildete die Junge Liste. Der Wahlleiter verhinderte jedoch die Wahlteilnahme mit der Begründung, es handele sich um eine reine „Tarnorganisation der CSU“. Wolf führte daraufhin eine jahrelange Klage, bis er am 22. Februar 1994 obsiegte, als der Bayerische Verfassungsgerichtshof die Stadtratswahl von 1990 für ungültig erklärte. Die Abstimmung musste am 12. Juni 1994 wiederholt werden. Die Junge Liste zog danach allerdings nur mit zwei Mandaten ins Münchener Rathaus ein. Der erhoffte Effekt, mit einem bürgerlich-liberal geprägten Protestprogramm nach dem Vorbild der Hamburger STATT Partei Erfolge zu erzielen, war ausgeblieben.
Wolf vertrat die Junge Liste von 1994 bis 1996 im Münchener Stadtrat. Deshalb kam es 1995 zu einem Parteiordnungsverfahren, das für ihn vorübergehend den Verlust aller CSU-Ämter bedeutete. Doch schon 1996 versöhnten sich Aribert Wolf und der damalige CSU-Bezirksvorsitzende Peter Gauweiler offiziell wieder. Die CSU-Sanktionen wurden vorzeitig aufgehoben und Wolf wurde erneut in alle Parteiämter gewählt.
Aribert Wolf wurde von der CSU für die Bundestagswahl am 27. September 1998 für den Wahlkreis 203 (München-Mitte) nominiert und erhielt 36,0 % der Erststimmen. Gewählt wurde Ulrike Mascher (SPD) mit 45,2 %. Wolf zog über die Landesliste in den 14. Deutschen Bundestag (1998–2002) ein. Seine Schwerpunkte waren sozial- und gesundheitspolitische Themen.
Der Vorsitz im CSU Kreisverband 5 (Süd-West) war das letzte politische Amt von Aribert Wolf und galt als seine letzte „politische Bastion“. Der Kreisverband wurde bis 2011 aufgelöst und seine Bestandteile (Ortsverbände) auf umliegende Kreisverbände aufgeteilt. Der Bezirksvorsitzende Otmar Bernhard wehrte sich gegen den Vorwurf, die Auflösung des Kreisverbandes falle der CSU umso leichter, weil auf diesem Weg auch Aribert Wolf abserviert werden könne. Aribert Wolf kündigte mit der Auflösung an, sich ganz seinem Beruf als Rechtsanwalt und seiner Familie widmen zu wollen. Mit der Entscheidung, den Kreisverband aufzulösen, könne es nicht um seine Person gehen, denn man könne ihn ja auch abwählen, sagte Wolf der Süddeutschen Zeitung.

### Oberbürgermeister-Kandidaturen in München
Am 8. Februar 1999 wurde Aribert Wolf von der Münchener CSU mit 125 von 143 Delegiertenstimmen zum OB-Kandidaten gewählt. Zuvor waren der Münchener CSU Monika Hohlmeier, Thomas Zimmermann und Hans-Peter Uhl durch parteiinterne Auseinandersetzungen nacheinander abhandengekommen. Der Landtagsabgeordnete Joachim Haedke formulierte als Wahlmotto „Ein Leitwolf für die Zukunft Münchens“. Wahlplakate warben u. a. mit dem durch eine Papierwand springenden Aribert Wolf: „Der Wolf kommt“. Aus der Wahl am 13. Juni 1999 ging Amtsinhaber Christian Ude im ersten Wahlgang mit 61,2 % der Stimmen als Sieger hervor. Wolf erzielte 37,2 % und fiel damit gegenüber dem Wahlergebnis des CSU-Kandidaten von 1993, Peter Gauweiler, um 6,1 Prozentpunkte zurück.
Im September 2001 wurde Aribert Wolf von einem CSU-Parteitag ein zweites Mal mit 95-Prozent-Mehrheit zum Kandidaten für die vorgezogene Münchener OB-Wahl nominiert, die am 3. März 2002 stattfinden sollte. Zuvor war es jedoch schon zu innerparteilichen Querelen gekommen. Im März 2001 unterlag Wolf im Streit um den Bundestags-Wahlkreis München-Süd gegen Peter Gauweiler. Im Mai bekundete der Vizechef der Münchener Rathausfraktion, Walter Zöller, seine Bereitschaft, einspringen zu wollen, wenn Aribert Wolf „keine Lust“ mehr habe. Auch außerparteilich kam es zu Irritationen. Wolf sagte im Mai 2001 über den Stadtrat Thomas Niederbühl (Rosa Liste): „Es ist nicht zu vertreten, dass ein einziger Schwuler im Stadtrat mehr zu sagen hat, als hunderttausende Bürger.“ Im Oktober 2001 lässt Wolf im Wahlkampf plakatieren: „Terrorzellen in München. Und die Stadt zahlt die Miete.“ Der Aushang erweckte den Eindruck, dem in München verhafteten, mutmaßlichen Terroristen Ben Hedi würde von der Stadt „die Miete“ gezahlt werden. SPD und Grüne bezeichneten das Plakat als Volksverhetzung. Auch die Parteispitze der Münchner CSU distanzierte sich von der umstrittenen Plakataktion. Wolf spielte die Angelegenheit als „Kasperltheater“ herunter. Die innerparteiliche Unterstützung für seine Kandidatur war allerdings längst geschwunden. Wolf zog seine Bewerbung daher am 28. Oktober 2001 zurück. Der Fraktionsvorsitzende der CSU im Münchner Rathaus, Hans Podiuk, musste kurzfristig in die Bresche springen.

### Politische und Berufliche Zeit nach dem Bundestagsmandat

#### 2003
Nach seiner Zeit als Bundestagsabgeordneter für München begann Aribert Wolf seinen politischen Rückzug. Aribert Wolf nutzte seine Kontakte in die Politik und Medienlandschaft und wurde 2003 Vorstand der Fernsehproduktionsfirma und des Internetdienstleisters ComCon. Wolf hatte zuvor bei seiner politischen Arbeit in Berlin die rechtlichen Rahmenbedingungen für das Privatfernsehen und den Rundfunkstaatsvertrag als Schwerpunktthemen.

#### 2004
Im Mai 2004 wurde bekannt, dass führende Politiker der Münchner CSU – darunter auch Wolf – mit einer Firma zusammenarbeiteten, die Risiko-Kapitalanlagen vermittelte: CSU-Schatzmeister Ralph Burkei und der stellvertretende Parteivorsitzende Aribert Wolf arbeiteten dafür mit einer Firma zusammen, die mit Tricks und faulen Zeugnissen Anleger ködert. Dieses Unternehmen sponserte auch bereits einen CSU-Parteitag.

#### 2005
Bei der vorgezogenen Bundestagswahl am 18. September 2005 wurde Aribert Wolf politisch „kaltgestellt“. Er wurde bei der Aufstellung der CSU-Landesliste nicht berücksichtigt. Sein einstiger Wahlkreis München-Mitte wurde 2002 mit dem Wahlkreis München-West vereinigt. Dieser neue Wahlkreis München-West-Mitte wurde seit 2002 von Hans-Peter Uhl vertreten, der auch am 18. September 2005 wieder für die CSU kandidierte und mit 42,7 Prozent der Erststimmen direkt in den 16. Deutschen Bundestag gewählt wurde. Ebenfalls 2005 gründete Aribert Wolf die eigene Rechtsanwaltskanzlei WS+P in München, mit der er unter anderem das oberbayerische Kloster Ettal juristisch bei der Aufarbeitung des Missbrauchsskandals des Klosters beriet.

#### 2006
Am 15. November 2006 trat Aribert Wolf von seinem Amt als Schatzmeister der Münchener CSU zurück. Wolf hatte zuvor die nachträgliche Genehmigung von 35.000 Euro für die Feier zum 60. Geburtstag des CSU-Bezirksvorsitzenden Otmar Bernhard verweigert. Dies führte zu Kontroversen im Bezirksvorstand. Die Süddeutsche Zeitung resümierte „Vom Hoffnungsträger zum notorischen Querulanten“ und schrieb: „Die politische Hinrichtung war gut vorbereitet.“

#### 2009
Von Juli 2009 bis März 2012 gehörte Aribert Wolf dem Vorstand eines Immobilienunternehmens an.

## Familie
Aribert Wolf ist seit 1995 mit der Journalistin Petra Jahn verheiratet.